# Straja, Constanța
Straja (în trecut Mahometcea, în turcă Mehmedçay) este un sat în comuna Cumpăna din județul Constanța, Dobrogea, România.
Localitatea Straja a fost demolată de regimul comunist în anii 1980, odată cu construcția Canalului Dunarea - Marea Neagră. Mare parte a populației a fost mutată în Cumpăna.
In 1987 a fost construită Opera Monumentală Înaripată, Canal Dunare-Marea Neagră, autor Pavel Bucur.
Sursa: Primăria Cumpăna